# Age of Empires III
Age of Empires III (abreviado AOEIII o simplemente Age 3) es un videojuego de estrategia en tiempo real para computadoras personales desarrollado por Ensemble Studios (propiedad de la corporación Microsoft) publicado por Microsoft Games para los sistemas operativos Windows y Mac. Glu Mobile desarrolló una versión para NGage en 2009. Es el tercer juego de la saga Age of Empires; secuela directa del Age of empires II: The Age of Kings.
El Age 3 está ambientado en la época de la colonización europea de América, entre los siglos XVI y XIX, en donde el jugador debe escoger una de las ocho naciones del Viejo Mundo. El título tuvo muchas innovaciones frente a su predecesor, en especial el adicionar una metrópoli a cada civilización, combinando la estrategia con el rol.
El juego tuvo dos expansiones: la primera, lanzada en octubre de 2006, se denomina Age of Empires III: The WarChiefs. Añadió tres civilizaciones amerindias y permitió la opción de jugar con «revoluciones independentistas» para sublevarse contra la civilización colonizadora. La segunda expansión, lanzada en octubre de 2007, se denomina Age of Empires III: The Asian Dynasties. Incluye tres civilizaciones asiáticas además de nuevos mapas y modos de juego.
El AOEIII había vendido alrededor de dos millones de copias solo hasta mayo de 2008. Recibió críticas favorables y varios premios, como «Mejor juego RTS» en 2005 por GameSpy. Fue uno de los juegos más vendidos en ese año. En 2007, el Age of Empires III fue el séptimo juego de ordenador mejor vendido, con alrededor de 313 000 copias.

## El juego
Al igual que los títulos anteriores de Age of Empires, en AoE III el jugador opta por una civilización y debe engrandecerla recolectando recursos, construyendo edificios, desarrollando tecnologías y destruyendo a los enemigos. De esta forma, el jugador puede avanzar de edad en edad para mejorar su Economía, su tecnología, sus ejércitos, y crear nuevos y poderosos edificios. Además de estas típicas características de juego RTS, AoE III agrega una serie de novedades: la metrópoli o capital del imperio de la nación europea que está colonizando el Nuevo Mundo, los héroes que poseen habilidades especiales para la lucha, o los tesoros repartidos por el mapa que al ser recogidos otorgan diversos premios.
Existen tres modos de juego: la campaña "Sangre, hielo y acero" formada por varios escenarios en los que el jugador debe cumplir una serie de objetivos particulares, la escaramuza, donde el jugador lucha contra varios jugadores de ordenador dentro de un mapa aleatorio, y partida en línea multijugador, donde el jugador puede luchar contra otros jugadores vía en línea.

## Campaña: "Sangre, hielo y acero"
Cuenta una historia ficticia que tiene como protagonista la familia Black. La campaña está dividida en tres actos que narran la historia de tres generaciones, todos ellos narrados por Amelia Black (Tasia Valenza en la versión original).

### Acto I: Sangre
Ambientado en el siglo XVI, el primer protagonista de esta historia es Morgan Black, miembro de la Orden de los Caballeros de San Juan que defiende su último bastión en Malta del ejército otomano liderado por Sahin "El Halcón" durante el Gran Sitio de Malta. El superior de Morgan, Alain Magnan, ordena que expulse a Sahin de la playa, para lo que se las arregla hasta que los otomanos traen sus grandes bombardas. Morgan luego enciende una señal de fuego para llamar a la caballería de apoyo liderada por Alain Magnan, que hace retroceder a los turcos.
Usando un cañón otomano capturado, Morgan y Alain consiguen expulsar a los otomanos de Malta y destruyendo sus depósitos de armas en las cuevas cercanas. En su interior descubren que los otomanos estaban especialmente interesados en una biblioteca de piedra oculta que cuenta la historia del Lago de la Luna y la sociedad secreta llamada Círculo Osseus que lo busca. Alain ordena a Morgan navegar al Nuevo Mundo para buscar el lago, pero Morgan es atacado por la pirata Elizabet "Lizzie" Ramsey y se ve obligado a desembarcar en el Caribe. Después de derrotar a Lizzie, los hombres de Morgan encuentran algunas cartas de navegación que les guían con seguridad a México.
Aquí Morgan se enfrenta a Sahin y los otomanos que buscan el lago y destruye la base otomana. Sin embargo, el conquistador español Francisco Juan Delgado de León captura a Sahin y a algunos otros turcos antes de que Morgan pueda. Morgan se ve obligado a luchar y derrotar a los españoles, que están atacando a los nuevos aliados de Morgan, los aztecas. Después de su batalla para defender a los aztecas, Morgan se da cuenta de que Delgado y los españoles estaban tras el mapa del Lago de la Luna disfrazado como el mosaico en la plaza de la ciudad de los aztecas. El mosaico muestra que el Lago de la Luna está en la Florida.
Morgan zarpa entonces hacia la Florida con la esperanza de vencer a los españoles allí, pero su flota es asolada por un huracán y se ve obligado a atracar en Cuba. Allí se gana el respeto de Lizzie la Pirata y llega a un acuerdo, prometiéndole a Lizzie las flotas de oro español si ella lo lleva a la Florida.
En la Florida, Morgan y Lizzie son encontrados por Alain Magnan, que le ordena a Morgan capturar los barcos del tesoro español, mientras que él se dirige a capturar el lago. Juntos Morgan y Lizzie capturan la flota, matando a Delgado en el proceso, y capturan a Sahin. Sahin le dice a Morgan que el Círculo cree que el Lago de la Luna es la Fuente de la Juventud y que su intención desde el principio era evitar que el Círculo obtuviese la Fuente.
Alain Magnan regresa del lago y ordena a Morgan que ejecute a sus aliados nativos y Sahin como salvajes, pero tanto Sahin como Lizzie le demuestran a Morgan que Alain es en realidad el líder del Círculo Osseus. Por lo tanto, el caballero, el turco y la pirata deciden trabajar juntos para destruir la Fuente de la Juventud para detener los planes del Círculo de dominación del Nuevo Mundo. Al llegar al Lago de la Luna, el grupo captura un enorme cañón, que lo usan para destruir la fuente y la flota del Círculo Osseus desplegada en el lago. Como los daños de la Fuente aumentan, Alain Magnan dirige personalmente una fuerza de Guardias Óseos en un contraataque y es asesinado durante la lucha. Después de que la Fuente es destruida y el Círculo derrotado, Sahin regresa a su país, y Lizzie, con todo su oro español hundido en el fondo del lago, se va hacia el Caribe. Morgan, tras quedar solo, bebe un sorbo del agua del de la Fuente.

### Acto II: Hielo
El jugador juega como mercenario de John Black, con bandera alemana. Los franceses estuvieron involucrados en el comercio de pieles en aquel momento, y los mercenarios alemanes estaban en gran uso durante este tiempo.
A mediados del siglo XVIII, el nieto de Morgan, John Black, y su amigo mohawk Kanyenke están en camino a través de las Carolinas a Brunswick con su banda de mercenarios después de haber sido llamados por el gobernador de la colonia, el tío de John, Stuart Black. Después de defender la colonia contra los invasores cherokee, John y Kanyenke atacan a los campamentos de guerra cherokee, obligándolos a firmar un acuerdo de paz. Pero mientras John, Kanyenke, y la mayoría de la guarnición de la colonia están ausentes en las negociaciones, tanto ellos como Brunswick son atacados por un ejército británico al mando del General Warwick, que captura la ciudad. Warwick captura a Stuart y comienza a hacerle preguntas acerca de la ubicación del Lago de la Luna. John y Kanyenke regresan y expulsan a las fuerzas de Warwick de Brunswick, pero Warwick y Stuart se han ido. John se da cuenta de que el Círculo Osseus ha regresado. Kanyenke cree que su hermana, Nonahkee podría estar en peligro, también, y la pareja se va para Nueva Inglaterra. La sospechas de Kanyenke terminan siendo verdaderas y se enfrentan a Warwick de nuevo cuando ataca el pueblo de Nonahkee esperando obtener la ubicación de John de ella. Después de la batalla, se revela que John Black y Nonahkee están enamorados, pero lo mantienen en secreto de Kanyenke hasta un momento más tranquilo.
John y Kanyenke llevan a sus mercenarios en busca del ejército en fuga de Warwick, y se alían con los franceses en la Guerra de los Siete Años. Cuando el Coronel George Washington les dice que Warwick es un renegado y ha sido perseguido por los británicos, John está de acuerdo en seguirle la pista a los británicos. John lleva a sus mercenarios y las fuerzas de Washington y destruye la base de Warwick en la región de los Grandes Lagos. La presencia de la Guardia Ósea del Círculo Osseus allí le prueban a John la existencia del Círculo y que Warwick es el líder del Círculo. En las ruinas de la base del Círculo, John encuentra el cuerpo decapitado de su tío Stuart. John luego pide que Nonahkee se quede en casa mientras que persiguen a Warwick, que ha vuelto a escapar huyendo a las Montañas Rocosas. Kanyenke está de acuerdo y revela que sabe sobre la relación de John con Nonahkee.
John y Kanyenke se disponen a seguir a Warwick, primero ganándose el respeto de las tribus de las Grandes Llanuras por buenas acciones y ayudando a defenderlos contra las fuerzas de Warwick, luego interceptan el tren de suministros de Warwick y destruyen una base del Círculo fortificada en las montañas. Pronto descubren que Warwick y sus soldados han huido, incluso más al oeste, para actuar como un punto de control para un ejército ruso que baja de Alaska. Ellos se dan cuenta de que el Círculo planea capturar colonias y ciudades británicas y francesas, mientras que sus soldados están en guerra unos con otros. Con la ayuda de algunos mineros, John y Kanyenke derriban grandes puentes de roca para detener a los grandes cañones de los rusos. John envía a Kanyenke y al resto de sus mercenarios de vuelta al este mientras planta explosivos para causar una avalancha y enterrar a los rusos en las montañas. Al final, mientras John está colocando la dinamita, Warwick y varios guardias óseos se le acercan. Warwick intenta matar a John, pero cuando los soldados del Círculo le disparan, John esquiva las balas, salta al interruptor, y lo empuja, detonando la ladera de la montaña, matándose a sí mismo, a los soldados y a Warwick, provocando una avalancha que sepulta a los rusos y hace retroceder al Círculo Osseus lo suficiente como para que no causan problemas durante muchos años.
En primavera, Kanyenke había regresado a su poblado, donde se enteró de que su hermana había dado a luz al hijo de John, Nathaniel, a quien comenzó a ayudar a criar.

### Acto III: Acero
Durante el tercer acto, el jugador juega bajo bandera estadounidense, análoga a la civilización británica.
En 1817, la narrativa se desplaza a Amelia Black, la nieta de John Black y la propietaria heredera de La Compañía Halcón, una compañía ferroviaria cuya mirada está puesta en expandir las nuevas operaciones del ferrocarril en los Estados Unidos desde que la compensación otorgada por los británicos y los estadounidenses por el sacrificio de John Black ha sido agotada por el hijo de John, Nathaniel, financiando al Ejército Continental durante la Guerra Revolucionaria.
Después de derrotar a una compañía de ferrocarril rival y colocando vías para suministrar a la Caballería de EE. UU. cerca de la frontera con México, Amelia conoce a un prospector francés llamado Pierre Beaumont que la ayuda a ella y al comandante de la Caballería de EE. UU., el Mayor Cooper, a derrotar a un ejército mexicano que ataca un fuerte. A continuación, atrae a Amelia a una mina en Colorado, donde una visita sorpresa de un viejo Kanyenke, que ha llevado a Cooper y a la caballería con él, revela que Beaumont es el líder del Círculo Osseus. Amelia, Kanyenke, y Cooper persiguen a Beaumont a través de las minas, donde encuentran un mapa al Lago de la Luna.
Los tres viajan a la Florida, pero encuentran que el Lago se ha secado y ahora es un pantano lleno de oro de la flota del tesoro hundida. Allí destruyen una base del Círculo en el pantano. Cooper encuentra y trata de capturar a Beaumont, pero Beaumont manda a dos lobos a atacarlo. Cooper le dispara a uno de ellos con su pistola, pero el otro le mata. Amelia, ahora queriendo vengar a Cooper, se entera de los seminolas locales que hay una ciudad inca en el valle del Pacaymayo donde han sido almacenados varios barriles de agua de la Fuente.
Amelia y Kanyenke inmediatamente navegan a América del Sur, donde ayudan a Simón Bolívar a derrotar a los españoles. Bolívar les ofrece sus guías y, con el ejército del Círculo cerca casi detrás de ellos hacen un peligroso viaje a través de los tormentosos Andes y descubren la ciudad inca en el valle del Pacaymayo. Después de ayudar a defender la ciudad del Círculo en una dura batalla, Amelia descubre que Beaumont ha vuelto a escapar, esta vez con varios barriles de agua de la Fuente.
Amelia y Kanyenke luego combaten al Círculo en su última fortaleza en Cuba, y después de aliarse con la colonia española de La Habana y esperando la llegada de la Armada de los Estados Unidos, ellos destruyen el Osario y los cañones fijos que la custodian. A medida que la batalla está por terminar, Amelia y Kanyenke pasar bajo un arco en el que Beaumont se oculta. Beaumont salta e intenta apuñalar a Amelia, pero Kanyenke la empuja fuera del camino. Los tres se arrojan al suelo. Beaumont carga hacia Amelia, a punto de apuñalarla, pero cuando Beaumont se acerca, Amelia lo patea y Beaumont es empujado hacia atrás. Él rápidamente carga hacia ella de nuevo, pero ella agarra su escopeta y le dispara. Ella luego usa el tesoro almacenado del Círculo para revivir a la Compañía Halcón, y logra construir ferrocarriles a la costa oeste.
Durante los créditos finales, Amelia conversa con un anciano que tiene una voz muy similar a su ancestro Morgan Black, y que la felicita por vencer al círculo. Queda implícito, pues, que la leyenda de la Fuente de la Eterna Juventud tenía asidero y que la botella de la que tomó Morgan un trago al final del acto Sangre le alargó la vida varios siglos

## Modo de juego
El juego está desarrollado en 3D y emplea el motor de juego Havok. En comparación con otras versiones de la serie de juegos de Age of Empires, hay una diferencia gráfica bastante amplia: los edificios y barcos pierden partes y se derrumban de forma más realista, el agua refleja los objetos, se puede rotar y hacer zoom en la vista del juego, las unidades golpeadas por un cañonazo salen volando, las unidades impactadas por un arma sangran, los soldados que atacan a distancia recargan...
Además, el jugador puede firmar alianzas con los  nativos americanos, que proporcionan unidades y tecnologías especiales. Los nativos se encuentran distribuidos de forma aleatoria en los mapas, y para aliarse con ellos, además de que no ocupan espacio en la población; el héroe explorador debe construir un puesto comercial en sus poblados.

### Un jugador
Los juegos de un jugador pueden ser jugadores tanto humanos como computadoras, conformando las reglas que se han marcado antes del inicio del juego. El mapa, habilidad AI, y cada jugador puede modificar sus recursos.
En el Age of Empires 3 se presentan numerosos modos de juego.El tutorial sirve para que los jugadores principiantes aprendan a jugar. Mapa Aleatorio sirve para jugar partidas en donde puedes elegir el mapa, los jugadores y sus respectivos colores y el nivel de dificultad; Este modo de juego se divide en 2 submodos: Supremacía y Partida a Muerte. Campaña sirve para jugar una serie de partidas consecutivas que siguen una determinada historia sobre los tiempos del descubrimiento en el Nuevo Mundo.

### Multijugador
Las partidas multijugador pueden ser jugadas en el sitio de Ensemble Studios Online (ESO) incluido en el juego, o vía directIP o por conexión LAN.
AOE 3 incluye una cuenta multijugador gratuita (solo se puede hacer 1 por juego, ya que se le asigna a cada juego un código) en Ensemble Studios Online. Similar a la función de Battle.net de Blizzard Entertainment, la cuenta de ESO permite batallas y chat con los otros jugadores. Cada copia del juego soporta una cuenta en ESO y una cuenta en NAO. Una notable diferencia entre otros juegos es que el Age of Empires III el jugador no necesita reanudar el juego, o puede visitar el juego para pedir una cuenta e iniciar sesión para jugar el Age 3.

## Civilizaciones
El jugador dispone de ocho civilizaciones con diferentes personalidades. Cada civilización está liderada por un determinado líder histórico que tiene su propio estilo de juego; algunos se preocupan más por su economía, otros se interesan más en su ejército, o bien son más pasivos o tienen un carácter más agresivo, etc. Las personalidades del juego son las siguientes:
| Bandera | Civilización                                                        | (Capital) / Bonificación |
|         | Españoles España Reina Isabel "La Católica"                         | (Sevilla): La nación más equilibrada en habilidades. Las colonias españolas reciben el mayor apoyo de su metrópoli, porque los envíos son los más veloces y esto los hace muy versátiles. La infantería y caballería colonial española aunque arcaica, tiene una gran diversidad de unidades con diferentes habilidades, eso la hace muy peligrosa en combate; su armada goza de los buques más resistentes, basada en galeones sobresalientes; los envíos de tropas y mejoras militares desde su metrópoli las vuelven muy mortíferas. Sus unidades únicas son: El perro de guerra (creado únicamente por el explorador), el rodelero (infantería armada con escudo y espada), el lancero (caballería pesada armada con lanza, fuerte contra la infantería) y el misionero (sacerdote montado en asno que se desplaza a mayor velocidad). Además, tienen la mejora única de Piqueros de Tercio. Es la civilización seleccionada por defecto para los principiantes. |
|         | Británicos Reino de Gran Bretaña Reina Isabel I                     | (Londres): La nación con la economía más poderosa y de mayor velocidad en la generación de recursos. El centro urbano produce colonos más rápido. A la cuarta edad, los británicos tienen la opción de producir colonos en sus "casas solariegas"; en ese momento su economía se acelera rápidamente. Además su economía aumenta al usar sus vacas de rapidísima engorda y recolección. Sus mosqueteros y húsares son más eficaces. Su Armada se especializa en potencia de fuego, a la vez que sus buques monitor son los más resistentes y letales. Sus unidades únicas son: los arqueros de tiro largo y los cohetes Congreve. Poseen mejoras exclusivas para los mosqueteros (los Casacas Rojas) y los húsares (La Guardia Escolta real). |
|         | Franceses Francia Napoleón Bonaparte                                | (París): La mejor nación haciendo alianza con nativos. Se relacionan más fácilmente con ellos, sellando alianzas y sumándolos a su bando con más rapidez y menos costo. Por el contrario, su economía progresa más lentamente. En vez de colonos, cuentan con coureurs des bois, una de las dos unidades únicas de los franceses, que posee las mismas funciones que un colono, pero con mayor resistencia en combate y mayor velocidad de construcción y recolección, aunque más caro; tal unidad le da cierta ventaja a los franceses en las primeras fases del juego. La otra unidad única es el cuirassier, la unidad de caballería pesada más fuerte del juego. Además, los franceses comienzan la partida con un rastreador indígena que les facilita la exploración del mapa. Poseen además mejoras exclusivas para los guerrilleros hostigadores (Voltigeur) y los cuirassier (Gendarmes). |
|         | Portugueses Portugal Enrique el Navegante                           | (Lisboa): Los portugueses al avanzar de edad obtienen un carromato para construir centros urbanos, que puede moverse por el mapa y convertirse en un centro urbano; entonces la economía portuguesa junto a la producción de colonos se va incrementando de forma significativa durante el juego. Sus unidades de ataque a distancia, tanto de infantería, como de caballería son las mejores del juego. Los dragones de caballería y los mosqueteros son sus mejores soldados. Así mismo, tienen facilidades para espiar al enemigo y ayudar a sus aliados. Sus unidades únicas son el caçador (infantería ligera) y el cañón de salva. |
|         | Holandeses Provincias Unidas de los Países Bajos Mauricio de Nassau | (Ámsterdam): La nación con más dinero. Tienen facilidad para conseguirlo ya que son los únicos que construyen bancos para generarlo más rápido. También tienen ventajas en el campo de los guerrilleros hostigadores y la construcción de defensas. Por el contrario, sus aldeanos cuestan monedas en vez de alimento, lo que podría resultar una ventaja en la primera edad, son difíciles de conseguir en la metrópoli. Tienen tres unidades únicas: el emisario (explorador sin ataque, comienzan con uno en cada partida), el ruyter (un dragón de caballería más barato, que cuesta menos población, pero más débil) y el filibote (un galeón ligeramente más fuerte que el normal). Su mejora exclusiva es el Alabardero de Nassau. |
|         | Rusos Rusia Ivan el Terrible                                        | (San Petersburgo): La nación que genera ejércitos más rápidamente. Los rusos cuentan con más recursos al comienzo de la partida, pero menos colonos. Sin embargo, tienen la ventaja de crear colonos y unidades de infantería por lotes de cantidades fijas, y eso les da superioridad numérica. Los infantes guerrilleros hostigadores rusos (llamados strelets) son más débiles que los que reciben otras naciones cuando combaten de forma solitaria, por lo que es mejor llevarlos en formación y acompañados de granaderos, que entre los rusos cuentan con la mejora única Soldados de Paulov. Otras unidades únicas son el cosaco y el oprichnik, ambos caballería pesada. Los rusos también tienen la ventaja de ser los únicos en construir cuarteles que a la vez son estructuras defensivas, denominados blocaos; por esa razón carecen de torres de destacamento. Una de sus envíos permite mejorar a todos sus soldados a la vez, hasta la cuarta edad. Con los envíos y mejoras respectiva, en la edad 4 los ejércitos se crean instantáneamente, y en grupos de 5 o 10, lo que permite recuperarse de las bajas con mucha facilidad. Otra de sus mejoras únicas se encuentra en los arqueros a caballo, ya que los rusos los pueden mejorar a Tártaros. |
|         | Alemanes Prusia Federico II el Grande                               | (Berlín): Los alemanes cuentan con menos colonos desde el principio, lo que genera un desarrollo económico más lento. Para contrarrestar esta desventaja, cuentan con carretones de colonos (colono que recolecta recursos y construye el doble de lo normal, disponible por envío de la metrópoli, o en la tercera edad utilizando un envío que permite crearlos en los molinos) y unidades de caballería cuerpo a cuerpo (ulanos), los cuales pueden recibirse de la metrópoli con cada envío. Así mismo, pueden contratar mercenarios de forma más eficiente que otras naciones. Además de los ulanos y los carretones de colonos cuentan también con los doppelsöldner, un tipo infantería pesada especializada en el combate con espada mandoble, y disponen de un carro de guerra artillado Husita. Tienen la mejora única Guerrilleros con fusil de aguja. |
|         | Otomanos Imperio otomano Solimán el Magnífico                       | (Estambul): La nación con la infantería y la artillería más potente, porque usan exclusivamente armas de fuego. Sin embargo, ambas dependen forzosamente de protección por parte de la caballería, ya que carecen de unidades militares de infantería especializadas en combate cuerpo a cuerpo, aparte del jenízaro. Los turcos otomanos cuentan con un suministro gratuito y automático de colonos, que sólo se detiene cuando llega a un número establecido y puede aumentarse tal número e incluso acelerarse su creación con la construcción de mezquitas y el desarrollo de varias tecnologías. Es la nación con más unidades únicas, ya que poseen seis: el obús (artillería ligera), el jenízaro (infantería con armas de fuego fuerte), el espahí (caballería pesada, disponible sólo en la metrópoli), la galera (una carabela más rápida pero menos resistente), la Gran Bombarda (artillería muy pesada con gran potencia de fuego pero de movilidad lenta) y el imán (sacerdote). |

Los turcos y los rusos son los únicos que cuentan además con arqueros a caballo en reemplazo del dragón. Durante el desarrollo del juego, Ensemble Studios barajó la posibilidad de incluir dos naciones europeas más, la de los suecos y la de los italianos, pero al final se desecharon.

## Edades
Age of Empires 3 presenta cinco edades diferentes que corresponden a diversas eras históricas comprendidas entre los siglos XVI a XIX. A medida que el jugador avanza de edad, puede crear unidades y edificios nuevos, e investigar tecnologías más poderosas.
- Edad de los Descubrimientos (Renacimiento): Es la primera edad del juego y se centra únicamente en la Economía: construcción de edificios económicos, recolección y creación de colonos.
- Edad Colonial: En esta edad se habilita la creación de las primeras unidades militares en sus correspondientes edificios.
- Edad de las Fortalezas: Para esta edad se posibilita importantes mejoras tanto económicas como militares, incluyendo la construcción de poderosos fuertes defensivos, el entrenamiento de las primeras piezas de artillería y habilita el reclutamiento de nuevos tipos de unidades militares como los guerrilleros o dragones. Además, se permite la creación de nuevos centros urbanos con nuestro explorador.
- Edad Industrial: Supone aún más mejoras económicas y militares, especialmente la construcción de fábricas y arsenales.
- Edad Imperial: La última edad del juego, además de mejorar aún más las tecnologías, se puede construir un capitolio con poderosas mejoras para la civilización.

El progreso a través de las distintas edades hace que el jugador pueda solicitar a su metrópoli envíos cada vez más importantes y ventajosos. El avance de edad requiere optar por un determinado político, que llegará a la colonia del Nuevo Mundo con recursos específicos.

## La metrópoli
La metrópoli es una de las novedades más notables que trae AoE3 con respecto a la saga Age of Empires. La metrópoli es la capital europea del imperio que pretende colonizar el Nuevo Mundo, cada civilización tiene por tanto su propia metrópoli con sus características por defecto, aunque en partidas de escaramuza, el jugador puede poner el nombre que quiera a su metrópoli.
La metrópoli posibilita el envío de mejoras a la civilización a través de cartas, estas cartas se pueden elegir personalizando la propia metrópoli, y pueden ser solicitadas a medida que el jugador adquiere experiencia en el juego, la experiencia es otra novedad de AoE3 que se obtiene al entrenar unidades, investigar tecnologías, construyendo edificios, y sobre todo destruyendo enemigos. Además a medida que el jugador avanza de edad, las cartas enviadas a la metrópoli traen mejoras cada vez más poderosas.
Las cartas que se envían a la metrópoli se dividen en cinco categorías:
- Compañía: Traen colonos y recursos económicos.
- Academia militar: Traen unidades y tecnologías militares.
- Catedral: Traen mejoras para los edificios.
- Planta industrial: Traen mejoras económicas avanzadas.
- Puerto: Traen mejoras navales y permite contratar mercenarios.

Generalmente, los envíos de la metrópoli llegan al Nuevo Mundo en el centro urbano, aunque el jugador puede elegir el edificio a donde llegan estos envíos.

## Edificios
El jugador puede construir una serie de edificios para obtener diversas posibilidades de cada uno de ellos. A medida que se avanza de edad, la variedad de edificios que se pueden construir aumenta, algunos de estos edificios tienen un límite numérico de construcción.  Los edificios se clasifican en económicos y militares:

### Edificios económicos
Son edificios que permiten entrenar recolectores de recursos e investigar tecnologías económicas:
- Centro urbano: Es el corazón de la colonia, permite entrenar colonos y por defecto recibe los envíos de la metrópoli, ante un ataque puede actuar como edificio defensivo guareciendo a la población civil y disparando contra enemigos.
- Corral: Edificio que crea y engorda ganado del que se puede obtener alimento.
- Molino: Es una fuente lenta e inagotable de alimento. Se puede mejorar la velocidad de recogida desde el mismo edificio o con envíos.
- Mercado: En este edificio se puede comprar y vender recursos, además de investigar mejoras para la recolección.
- Casa: Cada casa aumenta el límite poblacional de la colonia. Admite 10 de población cada una.
- Plantación: Solo a partir de la Edad de las Fortalezas, de las plantaciones de algodón se extrae oro.
- Capitolio: Solo disponible en la Edad Imperial, en él se pueden investigar las tecnologías más caras y poderosas.

### Edificios militares
Son edificios donde se pueden entrenar soldados e investigar tecnologías militares:
- Muelle: Se pueden construir y mejorar barcos de guerra y pesqueros que recolectan alimento de los peces, u oro de las ballenas. Además, repara los barcos cercanos.
- Muralla: Una hilera de madera o piedra de función defensiva, se pueden construir puertas en ella para permitir el paso a los aliados.
- Destacamento: Una torre defensiva que lanza proyectiles al enemigo.
- Cuartel: Donde se crean y mejoran soldados de infantería, disponible a partir de la Edad Colonial.
- Establo: Donde se crean y mejoran soldados de caballería, disponible a partir de la Edad Colonial.
- Fundición de artillería: Donde se crean y mejoran piezas y soldados de artillería, disponible a partir de la Edad Colonial.
- Iglesia: Donde se entrenan sacerdotes y se investigan diversas tecnologías, disponible a partir de la Edad Colonial.
- Fuerte: Un poderoso edificio defensivo que puede entrenar a cualquier unidad militar y lanza balas de cañón al enemigo, solo puede construirse a partir de una carreta de fuerte a partir de la Edad de las Fortalezas.
- Arsenal: Donde se pueden mejorar las armas y armaduras de los soldados, disponible a partir de la Edad de las Fortalezas.
- Fábrica: Genera recursos de forma continua y permite investigar algunas tecnologías, disponible a partir de la Edad Industrial.

## Puestos comerciales
Son edificios especiales que el héroe explorador y los colonos pueden construir sobre los cimientos indicados. Los puestos comerciales pueden construirse en torno a una ruta comercial donde se obtienen recursos y experiencia, y en poblados nativos donde se forjan alianzas que permiten entrenar y mejorar soldados nativos.

## Unidades
El jugador puede entrenar una serie de unidades que desempeñan diferentes papeles en el desarrollo del juego, al igual que lo que ocurría con los edificios, conforme el jugador avance de edad, la variedad de unidades que puede entrenar es cada vez mayor. Las unidades de dividen en civiles y militares:

### Civiles
Se encargan de recolectar recursos y construir edificios:
- Aldeano: Se crean en los centros urbanos y se encargan de recoger recursos y construir edificios, aunque pueden atacar, su daño es muy pequeño. Dentro del juego existen 3 tipos de aldeanos, los colonos que son creados por la mayoría de civilizaciones, el coureurs des bois creado únicamente por Francia (o en caso de una alianza con los Cree) y los carretones de colonos creados únicamente por Alemania.
- Pesquero: Se construyen en los muelles y se encargan de recoger alimento de los bancos de peces, y oro de la caza de ballenas.

### Militares
La variedad de unidades militares en Age of Empires III es bastante amplia, su disponibilidad depende del desarrollo tecnológico que haya alcanzado el jugador, y de la civilización con la que decida jugar. Se pueden clasificar de la siguiente manera:

#### Infantería
Se crean y mejoran en los cuarteles
| Unidad                | Tipo              | Modalidad       | Descripción |
| --------------------- | ----------------- | --------------- | --- |
| Arquero de tiro largo | Infantería ligera | Distancia       | Arquero a distancia arcaico. Eficaz contra infantería. Bonus pequeño contra infantería pesada y bonus normal contra caballería ligera.                                                                                    |
| Ballestero            | Infantería ligera | Distancia       | Arquero arcaico. Eficaz contra infantería, Bonus menor contra infantería pesada. Bonus normal contra caballería ligera |
| Cazador               | Infantería ligera | Distancia       | Guerrillero con pocos puntos de resistencia pero ataque potente y buena protección a distancia. Eficaz contra la infantería, Bonus contra infantería pesada y caballería ligera.                                          |
| Guerrillero           | Infantería ligera | Distancia       | Guerrillero más resistente que el cazedor y resistencia media a distancia puntos de resistencia pero capaz de ataques a larga distancia. Eficaz contra la infantería, Bonus contra infantería pesada y caballería ligera. |
| Strelet               | Infantería ligera | Distancia       | Guerrillero, más débil que otros hostigadores pero mucho más barato. Eficaz contra la infantería. Bonus contra infantería pesada y caballería ligera.                                                                     |
| Jenízaro              | Infantería pesada | Distancia       | Unidad de infantería otomana que actúa como un mosquetero especialmente poderoso. |
| Mosquetero            | Infantería pesada | Distancia       | Infantería pesada a distancia. Provista de bayonetas provista para vencer a la caballería en ataque melee y con un poco resistencia extra ante ataque de melee.                                                           |
| Alabardero            | Infantería pesada | Cuerpo a cuerpo | Infantería lenta y pesada de poderoso ataque. Infantería pesada con protección baja extra contraataques de melee, bonus contra hostigadores caballería pesada. gran ataque de asedio.                                     |
| Doppelsoldner         | Infantería pesada | Cuerpo a cuerpo | infantería pesada de melee más fuerte que el alabardero con daño de área e incluso más protección extra contraataque de melee. bonus de ataque contra hostigadores y caballería pesada. gran ataque de asedio.            |
| Piquero               | Infantería pesada | Cuerpo a cuerpo | Infantería pesada arcaica. Mas débil que el alabardero, tiene gran daño contra edificios, bajo ataque melé pero gran bonus contra caballería pesada e infantería ligera.                                                  |
| Rodelero              | Infantería pesada | Cuerpo a cuerpo | Infantería rápida provista de espada y rodela, bonus contra hostigadores y caballería pesada. |

#### Caballería
Se crean y mejoran en los establos
| Unidad            | Tipo              | Modalidad       | Descripción                                                                               |
| ----------------- | ----------------- | --------------- | ----------------------------------------------------------------------------------------- |
| Carreta de guerra | Caballería ligera | Distancia       | Carreta de guerra artillada husita, tirada por caballos.                                  |
| Dragón            | Caballería ligera | Distancia       | Caballería a distancia. Eficaz contra la caballería.                                      |
| Jinete arquero    | Caballería ligera | Distancia       | Caballería a distancia. Eficaz contra la caballería.                                      |
| Ruyter            | Caballería ligera | DIstancia       | Caballería a distancia provista de pistolas. Eficaz contra la caballería y la artillería. |
| Cosaco            | Caballería pesada | Cuerpo a cuerpo | Caballería ligera rusa.                                                                   |
| Cuirassier        | Caballería pesada | Cuerpo a cuerpo | Caballería pesada con capacidad de aplastamiento.                                         |
| Espahí            | Caballería pesada | Cuerpo a cuerpo | Poderosa caballería disponible únicamente en la metrópoli.                                |
| Húsar             | Caballería pesada | Cuerpo a cuerpo | Caballería ligera provista de espada.                                                     |
| Lancero           | Caballería pesada | Cuerpo a cuerpo | Caballería provista de lanza para atacar a la infantería.                                 |
| Oprichniki        | Caballería pesada | Cuerpo a cuerpo | Caballería rápida eficaz para asaltar aldeanos o edificios.                               |
| Ulano             | Caballería pesada | Cuerpo a cuerpo | Caballería ligera que sacrifica puntos de resistencia para infringir daños.               |

#### Artillería
Se crean y mejoran en las fundiciones de artillería: falconetes, cañones reales, cohetes, ribadoquín, obuses, bombardas, granaderos, culebrinas y morteros.

#### Barcos de guerra
Se crean y mejoran en los muelles, algunos de estos barcos tienen habilidades especiales, otros pueden crear unidades terrestres: carabelas, galeones, galeras, filibotes, fragatas y monitores.

#### Sacerdotes
Se crean en las iglesias y curan a los aliados heridos.

## Héroes
Los héroes son unidades militares especiales que cuentan con facultades de ataque y defensa superiores a las de cualquier otra unidad, pueden recoger tesoros perdidos en el mapa y erigir puestos comerciales. Además estos héroes poseen habilidades especiales para el combate, se autocuran y pueden resucitar.

## Audio

### Banda sonora
La banda sonora original de Age of Empires III fue compuesta exclusivamente para el videojuego por los directores particulares de Ensemble Studios Stephen Rippy y Kevin McMullan. Fue presentado el 11 de noviembre de 2005 por la compañía Sumthing Else Music Works y Microsoft Studios Music.
Para su desarrollo, se utilizó una orquesta completa y un coro, y el desarrollo de las melodías tiene relación directa con los contenidos del videojuego, contando con variedades estilísticas por época, temática y ambientación.

### Comandos
Dentro del juego se posibilita el envío de burlas dentro del chat, las cuales consisten en un grupo de mensajes de audio que se ejecutan al introducir un comando específico.
| Comando | Mensaje de audio                                                        |
| ------- | ----------------------------------------------------------------------- |
| 1       | Si                                                                      |
| 2       | No                                                                      |
| 3       | Necesito alimentos                                                      |
| 4       | Necesito madera                                                         |
| 5       | Necesito monedas                                                        |
| 6       | ¿Cuentas con más recursos?                                              |
| 7       | Tengo más alimentos                                                     |
| 8       | Tengo más madera                                                        |
| 9       | Tengo más monedas                                                       |
| 10      | Punto de reunión                                                        |
| 11      | ¿Podemos empezar?                                                       |
| 12      | Necesito ayuda                                                          |
| 13      | Ataca ahora                                                             |
| 14      | Mejora tu ruta comercial                                                |
| 15      | ¡Wololo!                                                                |
| 16      | Estoy matando a tus amigos, en tu base                                  |
| 17      | En los Estados Unidos, todos me llevan la cartera                       |
| 18      | Creo que eso me hace el rey                                             |
| 19      | Jajajajajaja es que me parto de risa                                    |
| 20      | Esto ya está pasando de castaño a oscuro                                |
| 21      | Jajajajaja                                                              |
| 22      | This will give me cred, street cred!                                    |
| 23      | Cierra la bocota                                                        |
| 24      | Venga, acepto                                                           |
| 25      | Te pasas todo el día jugando al ordenador, no tienes ni idea de la vida |
| 26      | En serio que novato!                                                    |
| 27      | No preguntes por quién se mueve el reloj, se mueve por ti               |
| 28      | Jmm Jmm                                                                 |
| 29      | Mira las monedas, él de la de 25 también soy yo                         |
| 30      | ¿Dónde está mi madre?                                                   |
| 31      | (Trompeta)                                                              |
| 32      | Créetelo chaval                                                         |

## Desarrollo
Age of Empires III desarrolla sus edificaciones con nuevas mejoras con el motor de juego del Age of Mythology. Una nueva mejora es la inclusión de las simulaciones del motor de juego de Havok en la versión de PC y uso el PhysX en Mac OS X como motor de juego. Esto significa que varios eventos como la destrucción de edificios y caídas de árboles no serán animaciones precreadas, pero puede ser calculado por estos motores físicos, y es toda una innovación para la serie. Otra mejora en cuanto a gráficos es que el juego incluye Pixel Shader 3.0, el cual permite una mejora en la iluminación y sombreado dando más realismo gráfico.

## Lanzamiento

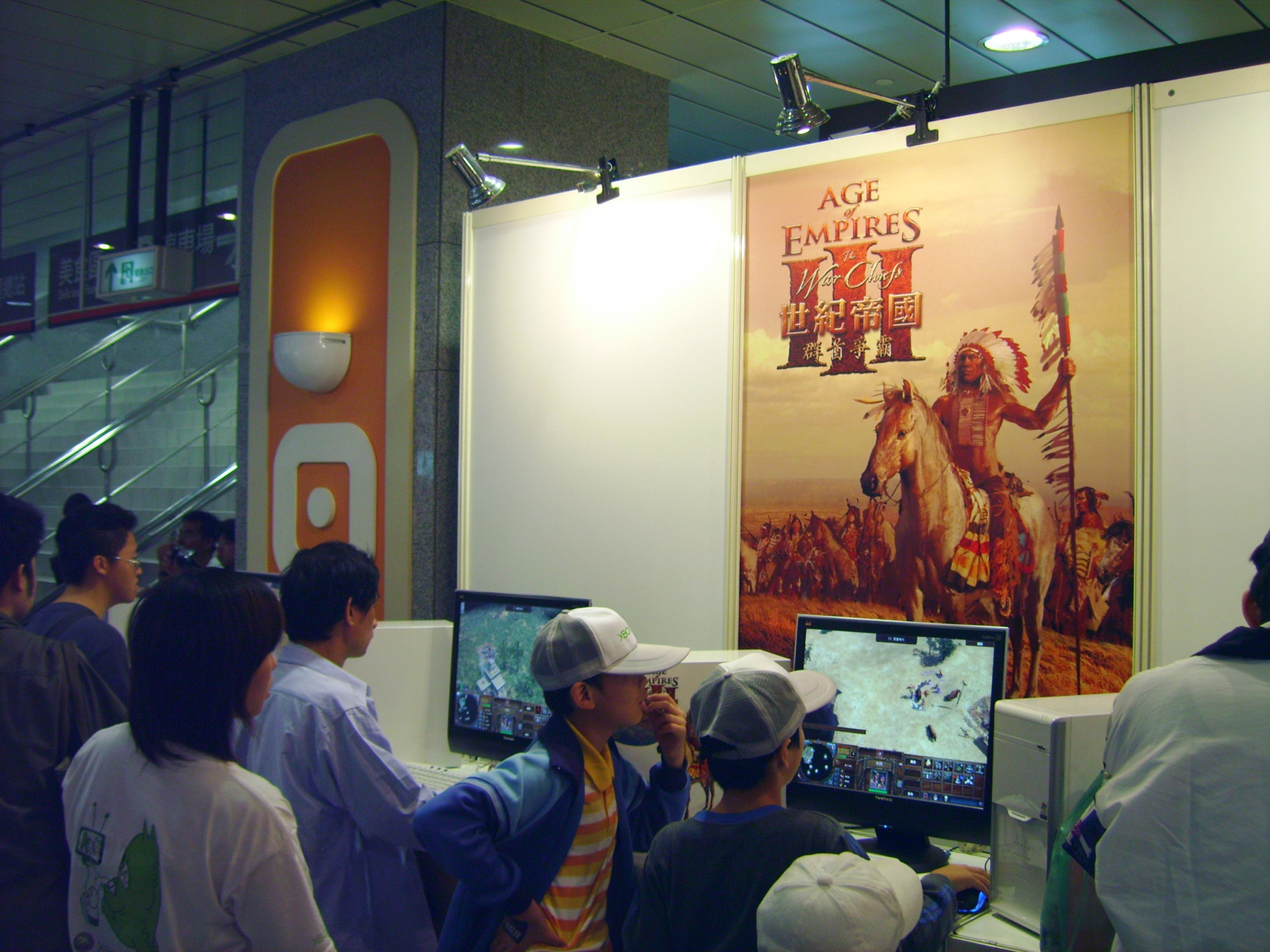
Pancarta del lanzamiento de la expansión WarChiefs del juego.

Después del anuncio del juego el 4 de enero de 2005, una versión de prueba fue lanzada el 7 de septiembre de 2005. Ésta contenía una parte de la versión original del juego, introduciendo nuevas mejoras, como dos escenarios relatando una campaña, dos mapas aleatorios (Nueva Inglaterra y Texas), acceso a dos civilizaciones más (ingleses y españoles), y una variedad de modificaciones. Una versión de prueba fue lanzada y puesta a disponibilidad con el lanzamiento del juego el 22 de septiembre de 2005.
El lanzamiento del juego, el 22 de septiembre de 2005, separaba dos ediciones disponibles: La versión estándar, que incluía el juego y el manual, y la versión "coleccionista", que venía en una caja de presentación que incluía el sonido oficial, documentación extra, un libro de edición de tapas duras titulado Art of Empires que contenía el concepto del arte, y un DVD del titulado The Making of Empires III en 3D.
El juego fue, finalmente, lanzado el 4 de noviembre de 2005 con una serie de parches que tenían como objetivo reparar los mínimos bugs en el software o para agregar nuevas mejoras.
Ensemble Studios lanzó una expansión del juego llamada Age of Empires III: The WarChiefs el 17 de octubre de 2006, la cual contenía 3 nuevas civilizaciones que se podían controlar completamente: La Confederación Iroquesa, la Gran Nación Sioux y los Aztecas. Además agregó a las civilizaciones europeas adiciones de modos de juegos y más mapas (como los de modo revolución, en donde el jugador puede sublevarse de su país nativo e iniciar un golpe militar activo en el juego). El juego original y la primera expansión se lanzaron al mercado en un solo paquete, llamado "edición oro", el 23 de octubre de 2007.
Un segundo paquete de expansión, Age of Empires III: The Asian Dynasties, fue anunciado el 18 de mayo de 2007 y lanzado el 23 de octubre de 2007; 3 nuevas civilizaciones fueron agregadas: los japoneses, chinos y los indios.
Una conversión para Mac OS X del juego fue lanzado el 13 de noviembre de 2006 por MacSoft, siguiéndole por su expansión el 18 de junio de 2007.

## Recepción
Durante dos semanas, los jugadores de Age of Empires III lucharon por el título del jugador más rápido de la saga. Los jugadores compitieron en una zona del mapa elegida al azar y se pusieron en camino hacia la aventura, para llegar a la Era Industrial en el menor tiempo posible. El jugador más rápido fue coronado campeón y ganó el 1.º lugar del premio de un juego de PC, patrocinado por Intel. Adicionalmente NVIDIA patrocinó al segundo y tercer lugar, con premios de una tarjeta gráfica 7800GTX y 7800GT.
Los participantes presentaron sus partidas grabadas vía correo electrónico y pudieron monitorizar los tiempos de sus contrincantes a través de un marcador actualizado que se alojó en www.agecommunity.com. Las diez partidas más rápidas están disponibles para descargar.